# Rizobiàcies
Els Rhizobiaceae són una família de proteobacteris, que inclou molts (però no totes) les espècies de rhizobia i també paràsits de les plantes com Agrobacterium. Rhizobiaceae són, com tots els proteobacteris, gram-negatius. Són aerobis i les cèl·lules tenen generalment forma de bacil. Moltes espècies dels Rhizobiaceae són diazòtrofs, són capaces de fer la fixació del nitrogen i són simbiòtics amb les arrels de les plantes.